# Pic La Concha
El Pic La Concha és una muntanya de 4.922 metres situada a la Sierra Nevada de Mérida, una serralada secundària de la Serralada de Mérida, als Andes. Aquesta és la tercera muntanya més alta de Veneçuela, rere el pic Bolívar i el pic Humboldt. Es troba inclòs dins el Parc Nacional Sierra Nevada.